# Jiu-jitsu nos Jogos Mundiais de 2013
As competições de jiu-jitsu nos Jogos Mundiais de 2013 aconteceram nos dias 29 e 30 de Julho, com as lutas sendo realizadas no Evangelista Mora Coliseum.

## Quadro de Medalhas
| Ordem | País          | Medalha de ouro | Medalha de prata | Medalha de bronze |    |
| ----- | ------------- | --------------- | ---------------- | ----------------- | -- |
| 1     | Alemanha      | 3               |                  | 2                 | 5  |
| 2     | Dinamarca     | 3               |                  |                   | 3  |
| 3     | Rússia        | 2               | 3                | 1                 | 6  |
| 4     | Polónia       | 1               | 3                |                   | 4  |
| 5     | Suécia        | 1               |                  | 1                 | 2  |
| 6     | Áustria       | 1               |                  |                   | 1  |
| 6     | México        | 1               |                  |                   | 1  |
| 6     | Ucrânia       | 1               |                  |                   | 1  |
| 9     | França        |                 | 3                |                   | 3  |
| 10    | Países Baixos |                 | 1                | 2                 | 3  |
| 11    | Irã           |                 | 1                | 1                 | 2  |
| 11    | Itália        |                 | 1                | 1                 | 2  |
| 13    | Suíça         |                 | 1                |                   | 1  |
| 14    | Colômbia      |                 |                  | 1                 | 1  |
| 14    | Espanha       |                 |                  | 1                 | 1  |
| 14    | Israel        |                 |                  | 1                 | 1  |
| 14    | Noruega       |                 |                  | 1                 | 1  |
| TOTAL | TOTAL         | 13              | 13               | 13                | 39 |

## Medalhistas

### Categorias

#### Individual

##### Masculino
| Categoria                 | Ouro             | Prata                    | Bronze               |
| ------------------------- | ---------------- | ------------------------ | -------------------- |
| Masculino, até 62 kg      | Pavel Korzhavykh | Farid Ben Ali            | Wilson Alzate Cortes |
| Masculino, até 69 kg      | Mathias Willard  | Dmitrii Beshenetc        | Sebastien Marty      |
| Masculino, até 77 kg      | Danny Mathiasen  | Ilya Borok               | Johan de Gier        |
| Masculino, até 85 kg      | Ivan Nastenko    | Masoud Jalil Vand        | Alexej Ivanov        |
| Masculino, acima de 85 kg | Dan Schon        | Sebastien Lecocq <bur /> | Roy Pariente         |
| Masculino, até 94 kg      | Lazar Kuburovic  | Tomasz Szewczak          | Mohsen Hamidiaghchay |

##### Feminino
| Categoria                | Ouro              | Prata             | Bronze         |
| ------------------------ | ----------------- | ----------------- | -------------- |
| Feminino, até 55 kg      | Mandy Sonnemann   | Martyna Bieronska | Anna Knutsen   |
| Feminino, até 62 kg      | Sara Widgren      | Severine Nebie    | Carina Neupert |
| Feminino, até 70 kg      | Alexandra Ivanova | Emilia Mackowiak  | Manuela Lukas  |
| Feminino, acima de 70 kg | Anna Polok        | Olga Usoltseva    | Laura Boco     |

#### Duplas
| Categoria         | Ouro                                            | Prata                                         | Bronze                                           |
| ----------------- | ----------------------------------------------- | --------------------------------------------- | ------------------------------------------------ |
| Duplas Masculinas | Alemanha · Dires Beyer · Raphael Rochner        | Países Baixos · Ruben Assmann · Marnix Bunnik | Espanha · Enrique Sanchez · Yague Alberto        |
| Duplas Femininas  | Áustria · Mirnesa Becirovic · Mirneta Becirovic | Suíça · Alexandra Erni · Antonia Erni         | Suécia · Maria Eriksson · Malin Persson          |
| Duplas Mistas     | Alemanha · Tom Ismer · Dominika Zagorski        | Itália · Sara Paganini · Michele Vallieri     | Países Baixos · Ruben Assmann · Saskia Boomgaard |